# 海苔の日
海苔の日（のりのひ）は、日本の記念日の一つ。日付は2月6日。1966年（昭和41年）、全国海苔貝類漁業協同組合連合会が定めた。

## 由来
海苔などの海藻は古来より日本人に親しまれてきた。縄文時代の遺跡からも、海藻に付着する小型の貝類や珪藻などの化石が見つかっている。奈良時代には、海苔は「紫菜」「乃利」と表記され、701年（大宝元年）制定の大宝律令では調の対象となる海産物の一つに定められた。これにちなんで、1966年に全国海苔貝類漁業協同組合連合会（以下、全海苔漁連）が、大宝律令の施行された大宝2年1月1日（西暦702年2月6日）に基づいて、2月6日を「海苔の日」と制定した。制定日ではなく施行日としたのは、施行によって実際に徴収が始まったことを踏まえたためである。海苔は初春の季語であり、暦の上で初春にあたる2月初頭のこの時期は海苔の旬の季節でもある。

## 普及活動
全海苔漁連は、制定の翌年から記念行事を実施するようになり、併せて高級海苔と引き換えに漁船海難遺児育英会への寄付を募るチャリティーセールを実施している。佐賀県有明海漁連は1990年より、海苔の日に合わせ「さが海苔まつり」を開催。2001年からは、佐賀県と共同で県内の小学校に海苔の贈呈を開始し、のちに対象は県内全ての小学校と特別支援学校に拡大している。他県でも、大牟田市や柳川市などで生産者による贈呈が行われている。その他、愛知県漁連による「海苔消費キャンペーン」や三重県漁連の「三重県のり海藻祭り」などが開催されてきた。浜松市中央区舞阪町の宝珠院では、1967年より海苔の日に「海苔供養祭」が行われるようになった。
さらに海苔業界では節分に海苔を使った恵方巻を食べることから、海苔の日の前後の1週間を「海苔ウィーク」と称して海苔に関するイベントを開催している。ほっかほっか亭は海苔の日に向けた商品として、2023年2月6日に「海苔弁Premium」を発売した。